# Josef von Schenk
Josef von Schenk, též Josef Wilhelm Freiherr von Schenk (23. srpna 1858 Tarnopol – 16. dubna 1944 Vídeň), byl rakousko-uherský, respektive předlitavský státní úředník a politik, v letech 1916–1917 ministr spravedlnosti Předlitavska.

## Biografie
Pocházel z rodiny s vojenskou tradicí povýšené v roce 1844 do šlechtického stavu. Narodil se jako nejstarší syn soudce a politika Josefa Schenka (1813–1891), po matce byl potomkem rodu Kopalů. V roce 1878 studoval Karlo-Ferdinandově univerzitě v Praze, pak v letech 1879–1880 na Vídeňské univerzitě a Lvovské univerzitě. V roce 1882 získal titul doktora práv. Od roku 1880 pracoval ve státních službách, nejprve jako úředník na finanční prokuratuře v Dolních Rakousích, od roku 1883 na finanční prokuratuře ve Lvově a od roku 1884 v Černovicích v Bukovině. Roku 1885 nastoupil na ministerstvo financí jako ministerský koncipient. V roce 1888 zde byl jmenován ministerským vicetajemníkem a dále postupoval až se roku 1894 stal sekčním radou ministerstva. V roce 1906 nastoupil na pozici předsedy senátu správního soudního dvora.
Za vlády Heinricha Clam-Martinice se stal ministrem spravedlnosti. Funkci zastával od 20. prosince 1916 do 22. června 1917.
Od roku 1918 pracoval jako prezident kanceláře pro správu zahraničních aktiv Rakouska. V období let 1920–1935 zastával funkci prezidenta nástupnické organizace Abrechnungsamt.
Pohřben byl na Vídeňském ústředním hřbitově.